# 福井晶一
福井晶一（ふくい しょういち、1973年11月8日 - ）は、日本のミュージカル俳優。北海道旭川市出身。レプロエンタテインメント所属。妻の義父は岸田敏志。

## 略歴
旭川実業高等学校時代は野球部に所属。主将で、4番遊撃手だった。高校3年生の夏に姉の影響で観た音楽座の『シャボン玉とんだ宇宙までとんだ』の土居裕子の歌声に感銘を受けミュージカルへの興味が募り、上京して舞台芸術学院にてミュージカルを学ぶ。
1995年、劇団四季附属研究所に33期生として入団。同期には坂田加奈子。
翌1996年に『ドリーミング SAPPORO』で初舞台を踏む。
1997年、『キャッツ』でタンブルブルータス役を演じ、その約一ヶ月後にはマンカストラップ役に抜擢される。以後この役は彼の代表的な持ち役となる。
2010年、四季劇場［夏］こけら落し公演『美女と野獣』で、念願のビースト役を演じる。日本初演のころから憧れていた役であり、東京公演のための座内オーディションを受けていた。
2012年、劇団四季を退団。
2013年、ミュージカル『レ・ミゼラブル』の新キャストとして発表され、吉原光夫と共にジャベール役とバルジャン役の二役両方を演じる。
2014年、ミュージカル『キャッチ・ミー・イフ・ユー・キャン』に出演予定だったが体調不良を理由に降板。
2015年、『レ・ミゼラブル』のジャン・バルジャン役で舞台復帰。以後2017年、2019年も同役を演じている。
2016年、ミュージカル『ジャージー・ボーイズ』日本版オリジナルキャスト、チーム Whiteのニック・マッシ役を演じる。この作品はミュージカル作品としては史上初の読売演劇大賞最優秀作品賞を受賞し話題になる。

## 出演

### 舞台

#### 劇団四季時代
- ドリーミング - アンサンブル（1996年）
- エクウス - 馬 役（1996年）
- 日曜はダメよ - アンサンブル（1996年）
- 美女と野獣 - パン屋 役（1996年）
  - 野獣 役（2010年）
- エビータ - アンサンブル（1996年）
- キャッツ - タンブルブルータス、マンカストラップ 役（1997年）
  - ラムタムタガー 役（2003年）
- 人間になりたがった猫 - 勝負師 役（1999年）
- ハムレット - マーセラス、フォーティンブラス、バーナードー、劇王 役（2003年）
- アイーダ - ラダメス 役（2004年）
- 鹿鳴館 - 清原久雄 役（2007年）
- ウエストサイド物語 - トニー 役（2008年）
- 劇団四季 ソング&ダンス55ステップス - ヴォーカルパート 役（2009年）
- エビータ - ペロン 役（2011年）
- ライオンキング - ムファサ 役（2011年）

#### 退団後
- レ・ミゼラブル（2013年6月7日 - 11月27日、帝国劇場 / 博多座 / フェスティバルホール / 中日劇場） - ジャン・バルジャン/ジャベール 役（二役）
  - （2015年4月 - 9月、帝国劇場 / 中日劇場 / 博多座 / 梅田芸術劇場 / 静岡市清水文化会館マリナート） - ジャン・バルジャン 役
  - （2017年5月 - 10月、帝国劇場 / 博多座 / フェスティバルホール / 中日劇場） - ジャン・バルジャン 役
  - （2019年4月 - 9月、帝国劇場 / 御園座 / 梅田芸術劇場メインホール / 博多座 / 札幌芸術文化劇場hitaru） - ジャン・バルジャン 役
- 交響劇 船に乗れ! （2013年12月、東急シアターオーブ） - 津島サトル 役
- ミュージカル 何処へ行く（ミュージカル座、2015年11月、シアター1010） - ペトロニウス 役
- 私のホストちゃんTHE FINAL〜激突！名古屋栄編〜（2016年1月 - 3月、天王洲 銀河劇場 / ももちパレス / 森ノ宮ピロティーホール / 名古屋市芸術創造センター） - 大曽根監督 役
- ジャージー・ボーイズ（2016年7月、シアタークリエ） - ニック・マッシ 役
  - 再演（2018年9月 -　11月、シアタークリエ / 大館市民文化会館 / 岩手県立会館 / 日本特殊工業市民会館 / 新歌舞伎座 / 久留米シティプラザ） - ニック・マッシ 役
- ミュージカル SNOW MANGO（2016年12月、博品館劇場） - 中原克也 役
- グーテンバーグ!ザ・ミュージカル!（2017年3月、新大久保 R'sアートコート） - ダグ・サイモン 役
  - 再演（2018年7月、新宿村LIVE） - ダグ・サイモン 役
- マタ・ハリ（2018年1月 - 2月、梅田芸術劇場 シアター・ドラマシティ / 東京国際フォーラム ホールC） - ヴォン・ヴィッシング 役
- ROMALE〜ロマを生き抜いた女 カルメン〜（2018年3月 - 4月、東京芸術劇場プレイハウス / 梅田芸術劇場 シアター・ドラマシティ） - ジャン 役
- アメリカン・ラプソディ（2018年12月、座・高円寺） - ヤッシャ・ハイフェッツ 役
- ポーの一族（2021年1月 - 3月、梅田芸術劇場メインホール / 東京国際フォーラム ホールC / 御園座） - 大老ポー / オルコット大佐 役
- ミュージカル『フィスト・オブ・ノーススター～北斗の拳～』（2021年12月、日生劇場 / 2022年1月、梅田芸術劇場・愛知県芸術劇場） - ラオウ 役
  - （2022年9月 - 10月、Bunkamuraオーチャードホール / キャナルシティ劇場）- ラオウ 役[7]
- てなもんや三文オペラ（2022年6月、パルコ劇場 / 久留米シティプラザ ザ・グランドホール / 森ノ宮ピロティホール / 新潟テルサ（以上 2022年7月）/ 2022年8月、サントミューゼ 上田市交流文化芸術センター） - ジェニー 役
- ミュージカル 生きる（2023年9月、新国立劇場 中劇場 / 2023年9月 - 10月1日、梅田芸術劇場メインホール） - 組長 役[8]
- 音楽劇『A BETTER TOMORROW -男たちの挽歌-』（2024年6月 - 7月、日本青年館ホール / オリックス劇場） - チェリー・リン / ブリジット 役[9][10]
- 太鼓たたいて笛ふいて（2024年11 - 12月、紀伊國屋サザンシアター TAKASHIMAYA / 新歌舞伎座 / キャナルシティ劇場] / ウインクあいち / やまぎん県民ホール）[11]
- ミュージカル『二都物語』（2025年5 - 7月、明治座 / 梅田芸術劇場 / 御園座 / 博多座） - ドクター・マネット 役[12][13]
- ルネサンス音楽劇『ハムレット』（2025年9月、新国立劇場小劇場 / 先斗町歌舞練場） - クローディアス 役[14]

### テレビドラマ
- トクメイ!警視庁特別会計係（2023年10月16日 - 12月25日、関西テレビ・フジテレビ） - 榊山慎一郎  役[15]
- 家政夫のミタゾノ 第6シリーズ 第2話（2023年10月17日、テレビ朝日） - 幸田純 役[16][17]
- ギークス 警察署の変人たち 第4話（2024年7月25日、フジテレビ） - 伊賀剛 役[18]

### ラジオドラマ
- 特集オーディオドラマ 「サウンドミュージカル 雪色オルゴール」（2019年1月2日、NHK-FM） - 竜次 役[19]